# Lupus (Misuri)
Lupus es un pueblo ubicado en el condado de Moniteau en el estado estadounidense de Misuri. En el Censo de 2010 tenía una población de 33 habitantes y una densidad poblacional de 68,87 personas por km².

## Geografía
Lupus se encuentra ubicado en las coordenadas 38°50′46″N 92°27′14″O / 38.84611, -92.45389. Según la Oficina del Censo de los Estados Unidos, Lupus tiene una superficie total de 0.48 km², de la cual 0.48 km² corresponden a tierra firme y (0%) 0 km² es agua.

## Demografía
Según el censo de 2010, había 33 personas residiendo en Lupus. La densidad de población era de 68,87 hab./km². De los 33 habitantes, Lupus estaba compuesto por el 96.97% blancos, el 0% eran afroamericanos, el 0% eran amerindios, el 0% eran asiáticos, el 0% eran isleños del Pacífico, el 0% eran de otras razas y el 3.03% pertenecían a dos o más razas. Del total de la población el 0% eran hispanos o latinos de cualquier raza.